# Sorgeat
Sorgeat est une commune française située dans le département de l'Ariège, en région Occitanie. Sur le plan historique et culturel, la commune fait partie du pays du Sabarthès, structuré par la haute vallée de l'Ariège en amont du pays de Foix avec Tarascon-sur-Ariège comme ville principale.
Exposée à un climat océanique altéré, elle est drainée par le ruisseau Riou Caud et par divers autres petits cours d'eau. La commune possède un patrimoine naturel remarquable : un site Natura 2000 (le « bassin du Rebenty ») et deux zones naturelles d'intérêt écologique, faunistique et floristique.
Sorgeat est une commune rurale qui compte 90 habitants en 2022, après avoir connu un pic de population de 794 habitants en 1836. Ses habitants sont appelés les Sorgeatois ou Sorgeatoises.
Le patrimoine architectural de la commune comprend un immeuble protégé au titre des monuments historiques : la croix de Sorgeat, classée en 1979.

## Géographie

### Localisation
La commune de Sorgeat se trouve dans le département de l'Ariège, en région Occitanie.
Elle se situe à 33 km à vol d'oiseau de Foix, préfecture du département, et à 1 km d'Ax-les-Thermes, bureau centralisateur du canton de Haute-Ariège dont dépend la commune depuis 2015 pour les élections départementales.
La commune fait en outre partie du bassin de vie d'Ax-les-Thermes.
Les communes les plus proches sont : 
Ignaux (0,9 km), Ascou (1,3 km), Ax-les-Thermes (1,5 km), Orgeix (2,6 km), Savignac-les-Ormeaux (2,7 km), Vaychis (4,0 km), Orlu (4,3 km), Tignac (5,0 km).
Sur le plan historique et culturel, Sorgeat fait partie du pays du Sabarthès, structuré par la haute vallée de l'Ariège en amont du pays de Foix avec Tarascon-sur-Ariège comme ville principale.
Les communes limitrophes sont Ascou, Ax-les-Thermes, Ignaux, Montaillou, Prades, La Fajolle et Mérial.
| Prades         | Montaillou | Mérial (Aude)     |
| Ignaux         | Sorgeat    | La Fajolle (Aude) |
| Ax-les-Thermes | Ascou      |                   |

### Géologie et relief
La commune est située dans les Pyrénées, une chaîne montagneuse jeune, érigée durant l'ère tertiaire (il y a 40 millions d'années environ), en même temps que les Alpes. Les terrains affleurants sur le territoire communal sont constitués de roches sédimentaires datant du Paléozoïque, une ère géologique qui s'étend de −541 à −252,2 Ma (millions d'années),.
La superficie cadastrale de la commune publiée par l’Insee, qui sert de références dans toutes les statistiques, est de 18,92 km2,. La superficie géographique, issue de la BD Topo, composante du Référentiel à grande échelle produit par l'IGN, est quant à elle de 19,3 km2. Son relief est particulièrement escarpé puisque la dénivelée maximale atteint 943 mètres. L'altitude du territoire varie entre 910 m et 1 853 m.

### Hydrographie

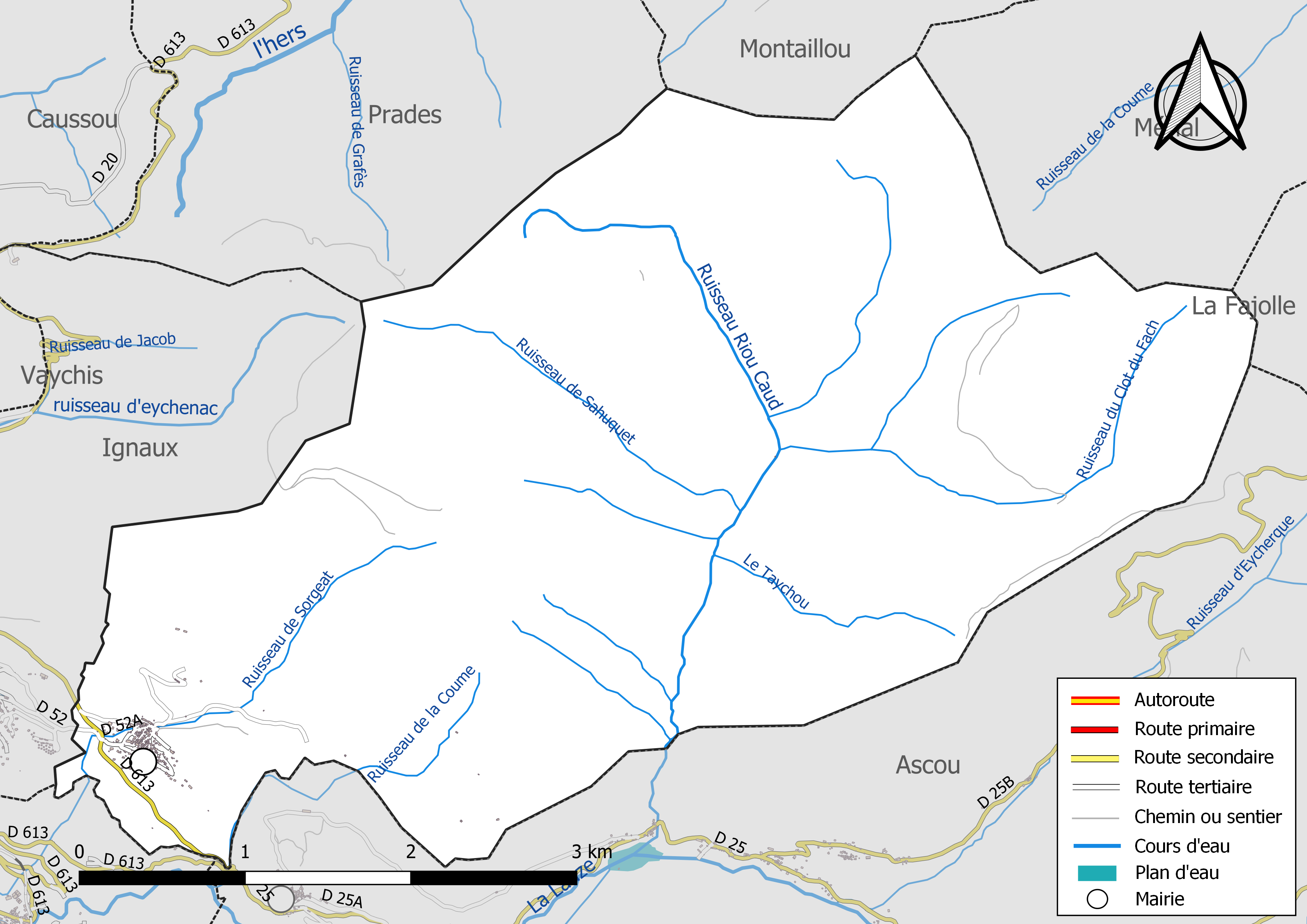
Réseaux hydrographique et routier de Sorgeat.

La commune est dans le bassin versant de la Garonne, au sein du bassin hydrographique Adour-Garonne. Elle est drainée par le ruisseau Riou Caud, le Taychou, le ruisseau de la Coume, le ruisseau de Sahuquet, le ruisseau de Sorgeat, le ruisseau du Clot du Fach et par divers petits cours d'eau, constituant un réseau hydrographique de 24 km de longueur totale,.

### Climat
Pour des articles plus généraux, voir Climat de l'Occitanie et Climat de l'Ariège.
En 2010, le climat de la commune est de type climat océanique altéré, selon une étude s'appuyant sur une série de données couvrant la période 1971-2000. En 2020, Météo-France publie une typologie des climats de la France métropolitaine dans laquelle la commune est exposée à un climat de montagne et est dans la région climatique Pyrénées centrales, caractérisée par une pluviométrie annuelle de 1 000 à 1 200 mm.
Pour la période 1971-2000, la température annuelle moyenne est de 9,7 °C, avec une amplitude thermique annuelle de 15,5 °C. Le cumul annuel moyen de précipitations est de 897 mm, avec 9,1 jours de précipitations en janvier et 7,1 jours en juillet. Pour la période 1991-2020, la température moyenne annuelle observée sur la station météorologique la plus proche, située sur la commune d'Ascou à 1 km à vol d'oiseau, est de 9,3 °C et le cumul annuel moyen de précipitations est de 1 258,8 mm,. Pour l'avenir, les paramètres climatiques de la commune estimés pour 2050 selon différents scénarios d'émission de gaz à effet de serre sont consultables sur un site dédié publié par Météo-France en novembre 2022.

### Milieux naturels et biodiversité

#### Zones naturelles d'intérêt écologique, faunistique et floristique
L’inventaire des zones naturelles d'intérêt écologique, faunistique et floristique (ZNIEFF) a pour objectif de réaliser une couverture des zones les plus intéressantes sur le plan écologique, essentiellement dans la perspective d’améliorer la connaissance du patrimoine naturel national et de fournir aux différents décideurs un outil d’aide à la prise en compte de l’environnement dans l’aménagement du territoire.
Une ZNIEFF de type 1 est recensée sur la commune :
les « montagnes orientales d'Ax-les-Thermes » (9 524 ha), couvrant 20 communes dont 16 dans l'Ariège et 4 dans l'Aude et une ZNIEFF de type 2, : 
« le bassin versant de l'Oriège et montagnes orientales d'Ax-les-Thermes » (18 551 ha), couvrant 25 communes dont 18 dans l'Ariège, 4 dans l'Aude et 3 dans les Pyrénées-Orientales.

Carte des ZNIEFF de type 1 et 2 à Sorgeat.
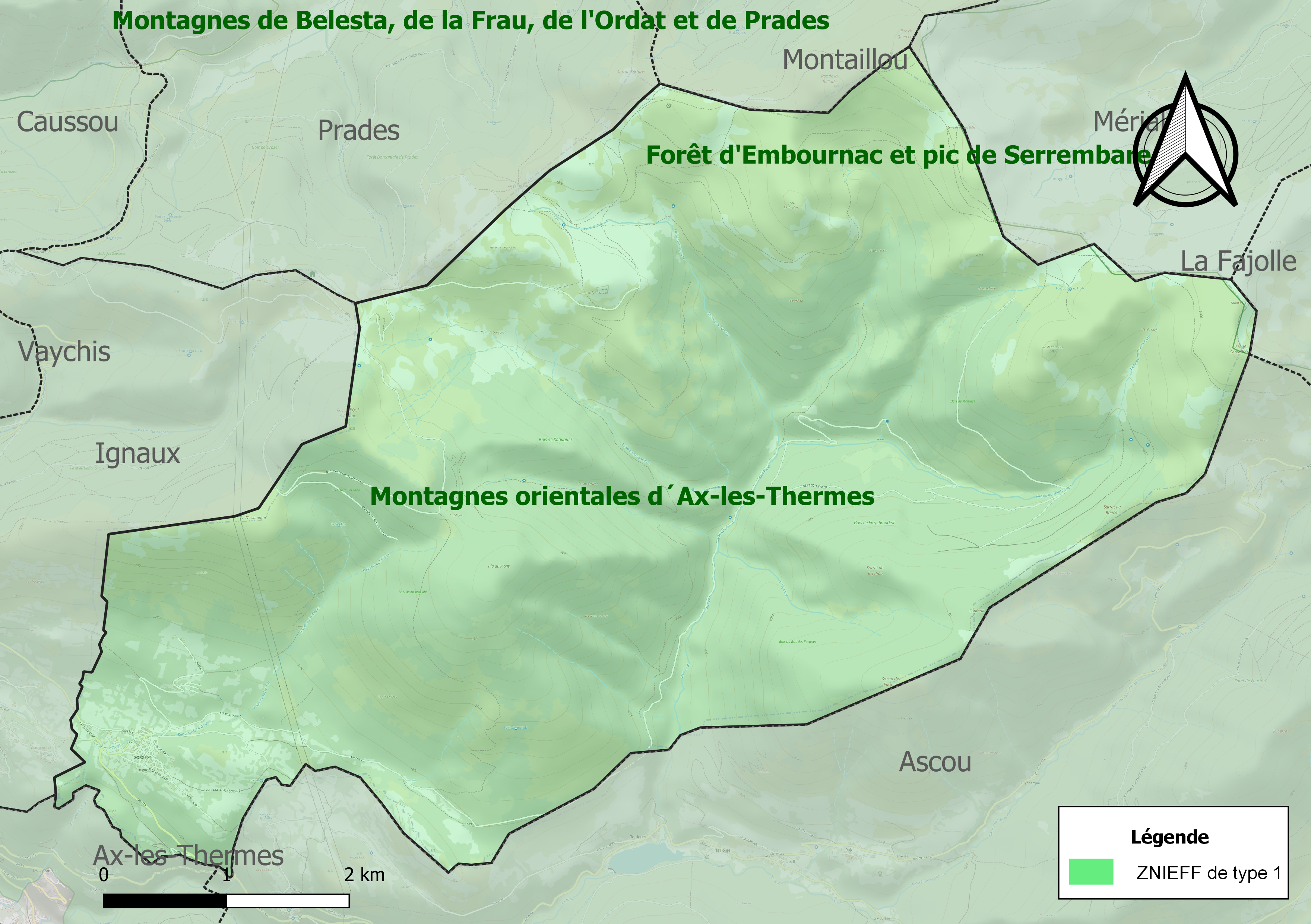
Carte de la ZNIEFF de type 1 sur la commune.
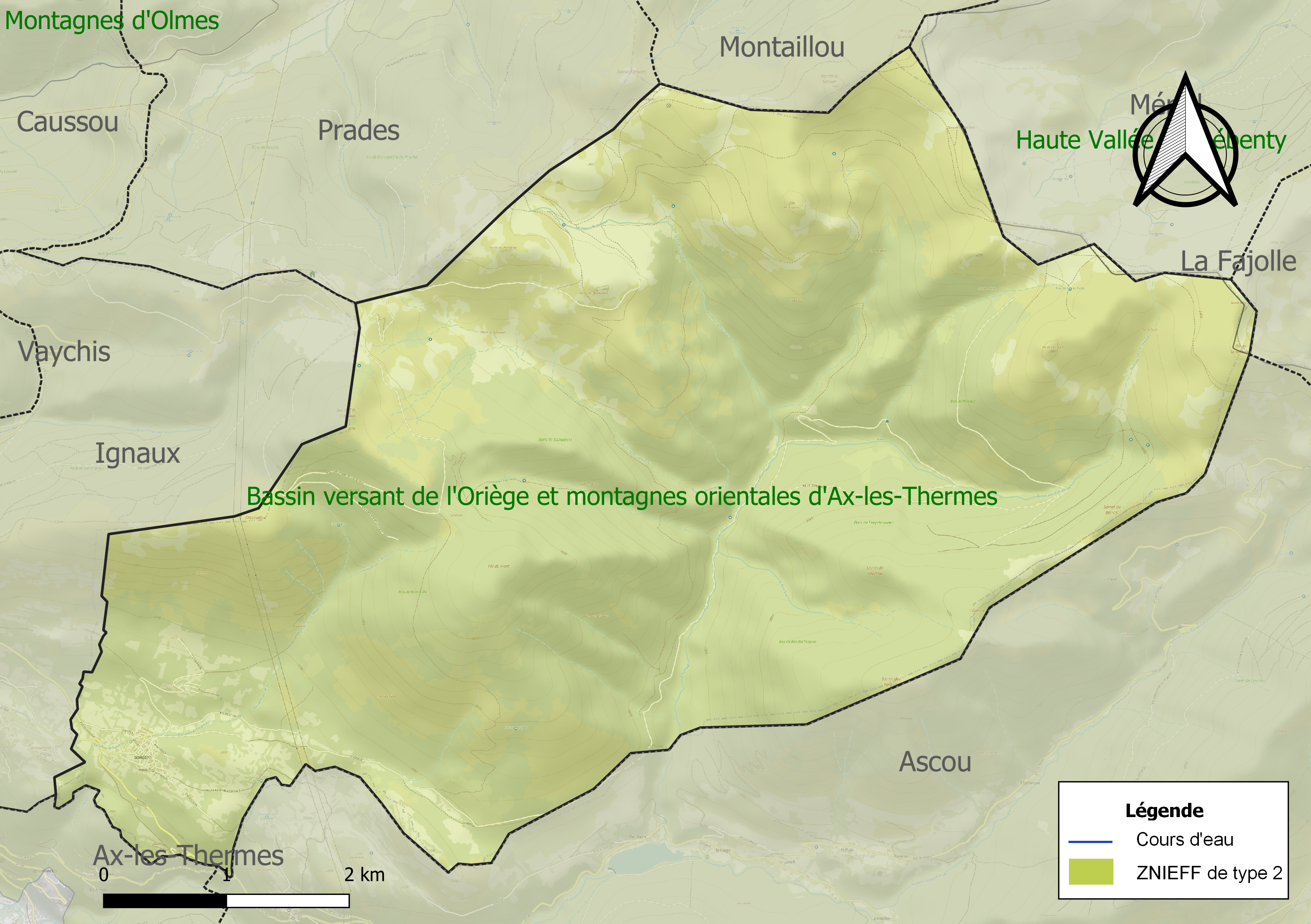
Carte de la ZNIEFF de type 2 sur la commune.

## Urbanisme

### Typologie
Au 1er janvier 2024, Sorgeat est catégorisée commune rurale à habitat très dispersé, selon la nouvelle grille communale de densité à 7 niveaux définie par l'Insee en 2022.
Elle est située hors unité urbaine et hors attraction des villes,.

### Occupation des sols
L'occupation des sols de la commune, telle qu'elle ressort de la base de données européenne d’occupation biophysique des sols Corine Land Cover (CLC), est marquée par l'importance des forêts et milieux semi-naturels (89,7 % en 2018), une proportion sensiblement équivalente à celle de 1990 (89,6 %). La répartition détaillée en 2018 est la suivante : 
forêts (47,4 %), milieux à végétation arbustive et/ou herbacée (42,3 %), zones agricoles hétérogènes (10,3 %), prairies (0,1 %). L'évolution de l’occupation des sols de la commune et de ses infrastructures peut être observée sur les différentes représentations cartographiques du territoire : la carte de Cassini (XVIIIe siècle), la carte d'état-major (1820-1866) et les cartes ou photos aériennes de l'IGN pour la période actuelle (1950 à aujourd'hui).

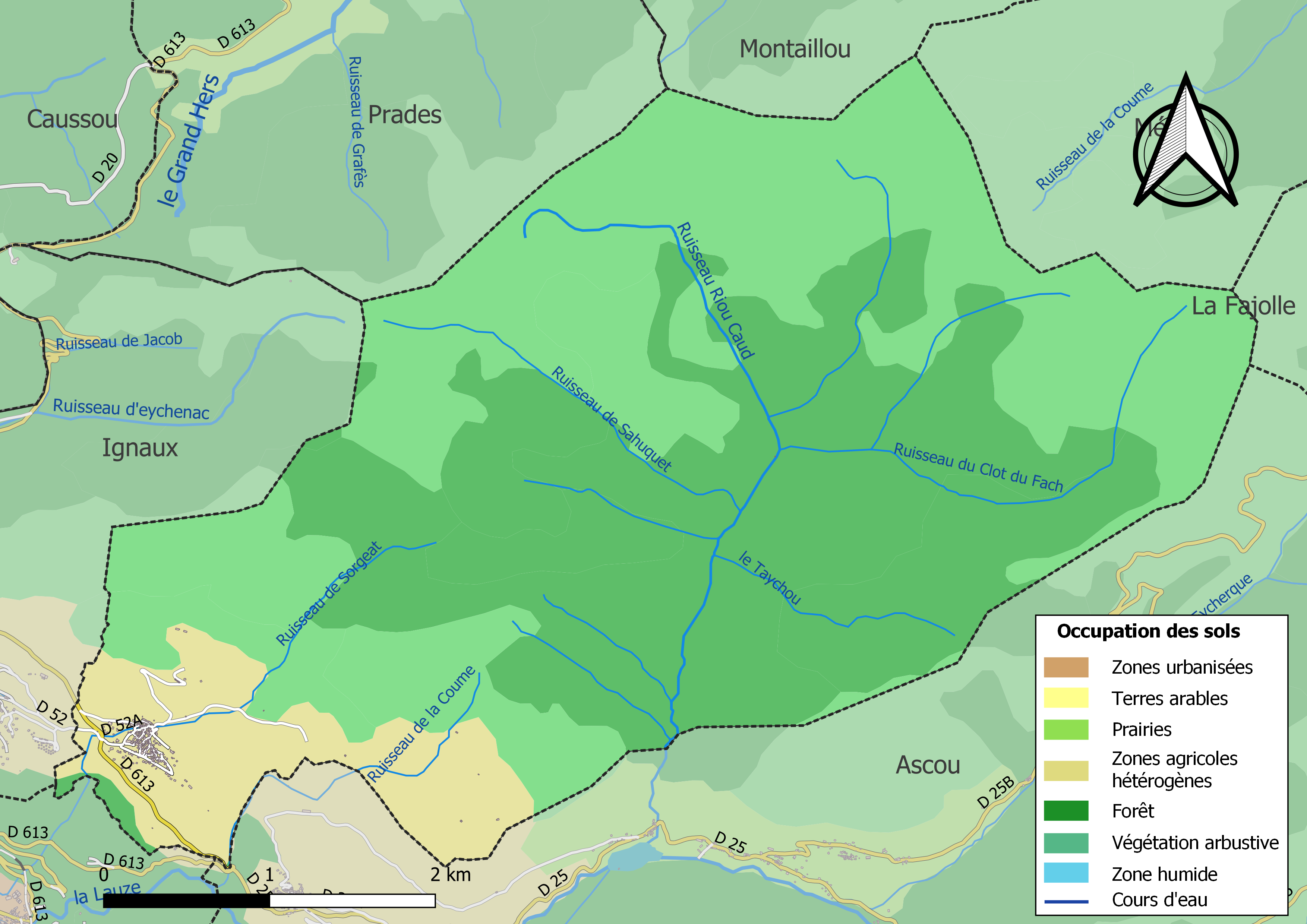
Carte des infrastructures et de l'occupation des sols de la commune en 2018 (CLC).

### Habitat et logement
En 2018, le nombre total de logements dans la commune était de 159, alors qu'il était de 181 en 2013 et de 166 en 2008.
Parmi ces logements, 27,6 % étaient des résidences principales, 71,1 % des résidences secondaires et 1,3 % des logements vacants. Ces logements étaient pour 95,7 % d'entre eux des maisons individuelles et pour 2,5 % des appartements.
Le tableau ci-dessous présente la typologie des logements à Sorgeat en 2018 en comparaison avec celle de l'Ariège et de la France entière. Une caractéristique marquante du parc de logements est ainsi une proportion de résidences secondaires et logements occasionnels (71,1 %) supérieure à celle du département (24,6 %) et à celle de la France entière (9,7 %). Concernant le statut d'occupation de ces logements, 75,6 % des habitants de la commune sont propriétaires de leur logement (72,3 % en 2013), contre 66,3 % pour l'Ariège et 57,5 % pour la France entière.
| Typologie                                               | Sorgeat | Ariège | France entière |
| ------------------------------------------------------- | ------- | ------ | -------------- |
| Résidences principales (en %)                           | 27,6    | 65,7   | 82,1           |
| Résidences secondaires et logements occasionnels (en %) | 71,1    | 24,6   | 9,7            |
| Logements vacants (en %)                                | 1,3     | 9,7    | 8,2            |

### Risques majeurs
Le territoire de la commune de Sorgeat est vulnérable à différents aléas naturels : inondations, climatiques (grand froid ou canicule), feux de forêts, mouvements de terrains, avalanche  et séisme (sismicité modérée). Il est également exposé à un risque particulier, le risque radon,.

#### Risques naturels

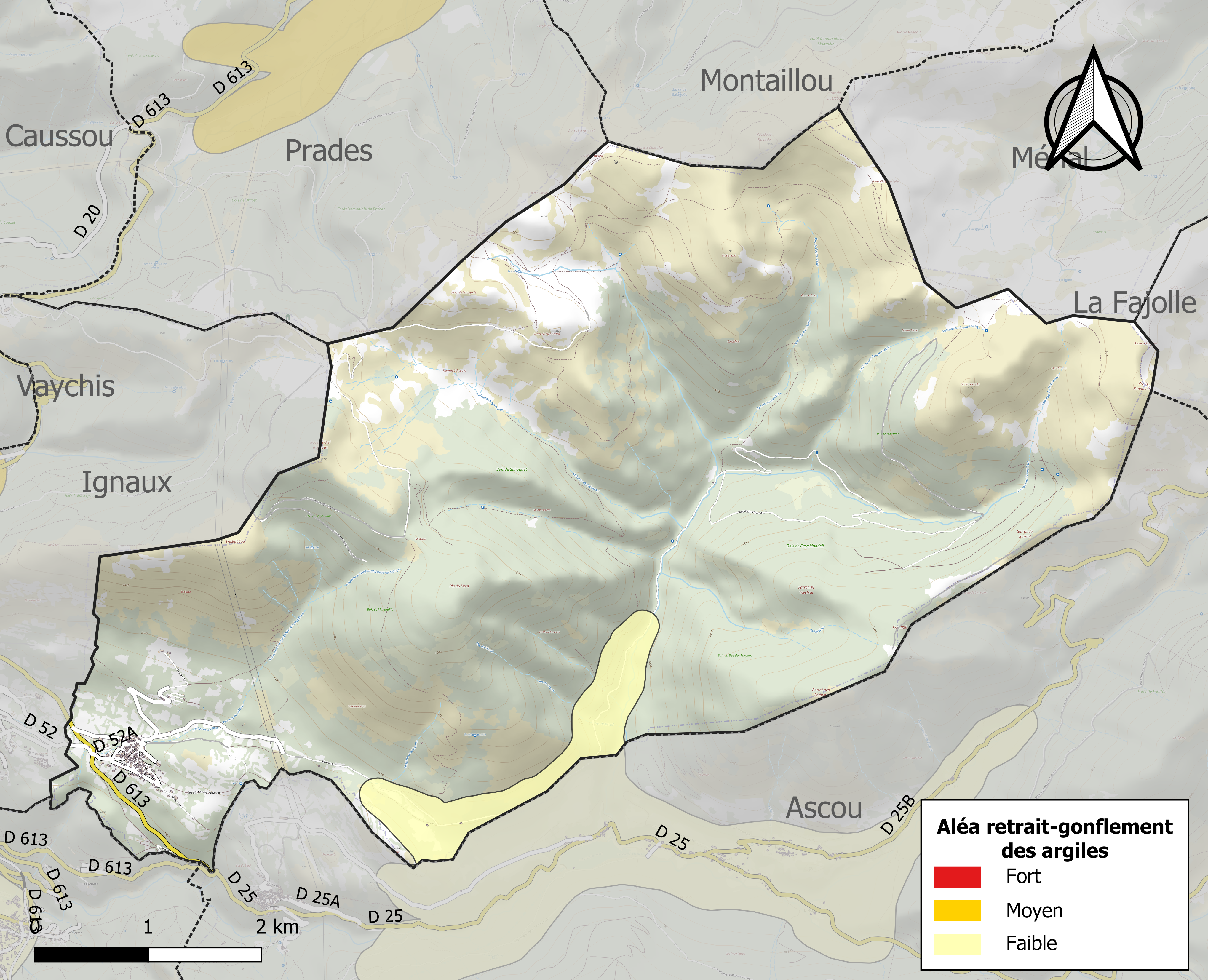
Zonage de l'aléa retrait-gonflement des argiles sur la commune de Sorgeat.

Certaines parties du territoire communal sont susceptibles d’être affectées par le risque d’inondation par crue torrentielle d'un cours d'eau, ou ruissellement d'un versant.
Les mouvements de terrains susceptibles de se produire sur la commune sont soit des chutes de blocs, soit des glissements de terrains, soit des mouvements liés au retrait-gonflement des argiles. Près de 50 % de la superficie du département est concernée par l'aléa retrait-gonflement des argiles, dont la commune de Sorgeat. L'inventaire national des cavités souterraines permet par ailleurs de localiser celles situées sur la commune.
Près de 50 % de la superficie du département est concernée par l'aléa retrait-gonflement des argiles, dont la commune de Sorgeat. L'inventaire national des cavités souterraines permet par ailleurs de localiser celles situées sur la commune.

#### Risque particulier
Dans plusieurs parties du territoire national, le radon, accumulé dans certains logements ou autres locaux, peut constituer une source significative d’exposition de la population aux rayonnements ionisants. Toutes les communes du département sont concernées par le risque radon à un niveau plus ou moins élevé. Selon la classification de 2018, la commune de Sorgeat est classée en zone 3, à savoir zone à potentiel radon significatif.

## Histoire
La peste sévit en 1631 et occasionne 260 morts.

## Politique et administration

### Découpage territorial
La commune de Sorgeat est membre de la communauté de communes de la Haute Ariège, un établissement public de coopération intercommunale (EPCI) à fiscalité propre créé le 27 septembre 2016 dont le siège est à Luzenac. Ce dernier est par ailleurs membre d'autres groupements intercommunaux.
Sur le plan administratif, elle est rattachée à l'arrondissement de Foix, au département de l'Ariège, en tant que circonscription administrative de l'État, et à la région Occitanie.
Sur le plan électoral, elle dépend du canton de Haute-Ariège pour l'élection des conseillers départementaux, depuis le redécoupage cantonal de 2014 entré en vigueur en 2015, et de la première circonscription de l'Ariège  pour les élections législatives, depuis le redécoupage électoral de 1986.

### Liste des maires

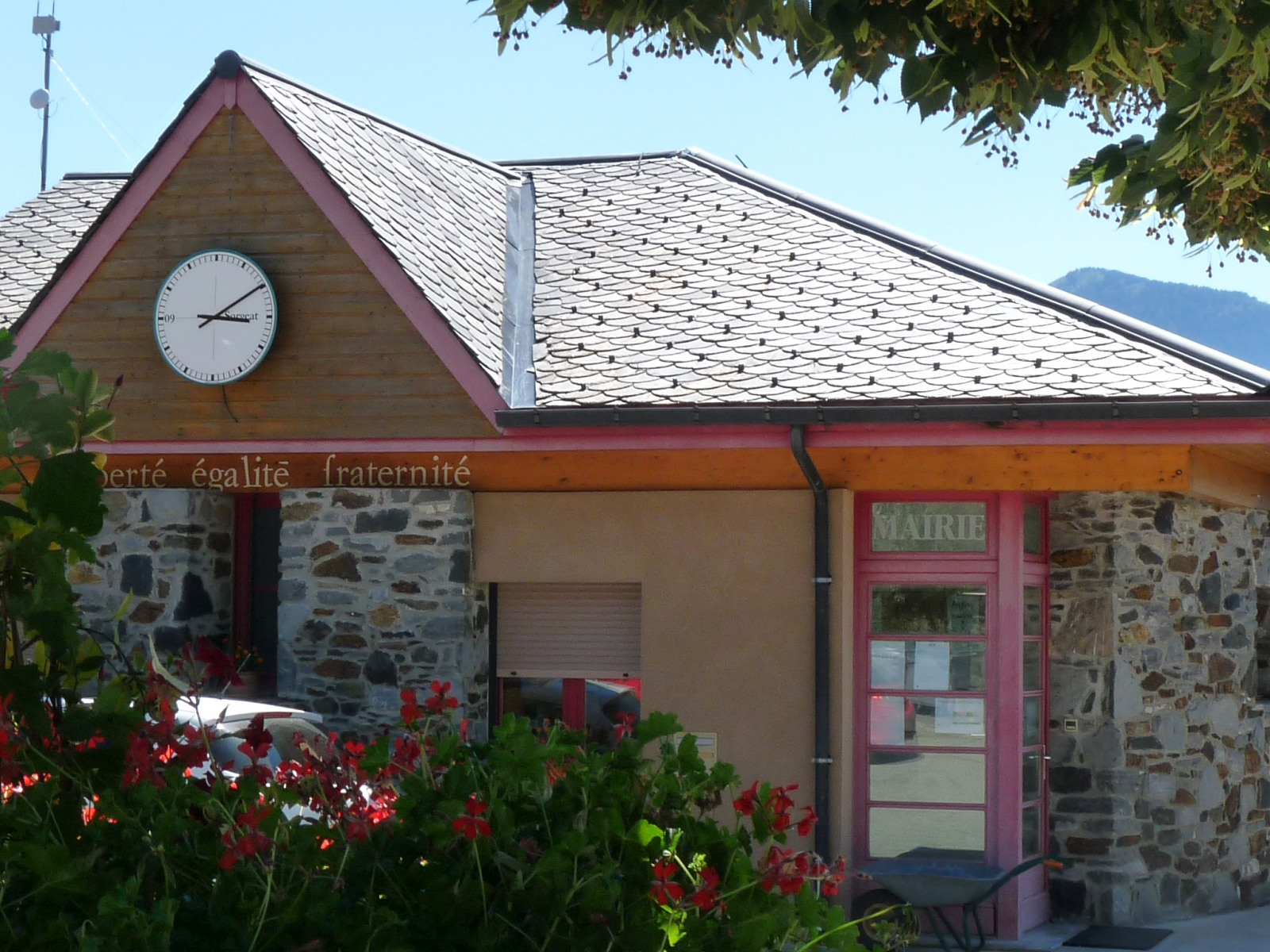
La mairie.

| Période                                  | Période      | Identité            | Étiquette | Qualité           |
| ---------------------------------------- | ------------ | ------------------- | --------- | ----------------- |
| Les données manquantes sont à compléter. |              |                     |           |                   |
| avant 1988                               | mars 1989    | Jean Rougé          |           |                   |
| mars 1989                                | mars 2008    | Henri Rougé         | PS        |                   |
| mars 2008                                | juin 2014    | Jean-Marc Herreros, |           | Retraité          |
| juillet 2014                             | février 2015 | Délégation spéciale |           |                   |
| février 2015                             | mai 2020     | Emmanuel Fauvet     |           | Gendarme retraité |
| mai 2020                                 | En cours     | Jérôme Barre        |           |                   |

## Démographie
L'évolution du nombre d'habitants est connue à travers les recensements de la population effectués dans la commune depuis 1793. Pour les communes de moins de 10 000 habitants, une enquête de recensement portant sur toute la population est réalisée tous les cinq ans, les populations de référence des années intermédiaires étant quant à elles estimées par interpolation ou extrapolation. Pour la commune, le premier recensement exhaustif entrant dans le cadre du nouveau dispositif a été réalisé en 2006.

En 2022, la commune comptait 90 habitants, en évolution de +8,43 % par rapport à 2016 (Ariège : +1,48 %, France hors Mayotte : +2,11 %).
| 1793 | 1800 | 1806 | 1821 | 1831 | 1836 | 1841 | 1846 | 1851 |
| ---- | ---- | ---- | ---- | ---- | ---- | ---- | ---- | ---- |
| 624  | 300  | 690  | 710  | 757  | 794  | 686  | 644  | 608  |

| 1856 | 1861 | 1866 | 1872 | 1876 | 1881 | 1886 | 1891 | 1896 |
| ---- | ---- | ---- | ---- | ---- | ---- | ---- | ---- | ---- |
| 503  | 502  | 501  | 506  | 450  | 409  | 400  | 404  | 402  |

| 1901 | 1906 | 1911 | 1921 | 1926 | 1931 | 1936 | 1946 | 1954 |
| ---- | ---- | ---- | ---- | ---- | ---- | ---- | ---- | ---- |
| 352  | 335  | 307  | 249  | 227  | 190  | 167  | 151  | 101  |

| 1962 | 1968 | 1975 | 1982 | 1990 | 1999 | 2006 | 2011 | 2016 |
| ---- | ---- | ---- | ---- | ---- | ---- | ---- | ---- | ---- |
| 93   | 80   | 78   | 69   | 81   | 96   | 95   | 94   | 83   |

| 2021 | 2022 | - | - | - | - | - | - | - |
| ---- | ---- | - | - | - | - | - | - | - |
| 87   | 90   | - | - | - | - | - | - | - |

## Économie

### Emploi
| Division       | 2008  | 2013   | 2018   |
| -------------- | ----- | ------ | ------ |
| Commune        | 1,6 % | 6,2 %  | 7,3 %  |
| Département    | 8,9 % | 11,1 % | 11,2 % |
| France entière | 8,3 % | 10 %   | 10 %   |

En 2018, la population âgée de 15 à 64 ans s'élève à 54 personnes, parmi lesquelles on compte 80 % d'actifs (72,7 % ayant un emploi et 7,3 % de chômeurs) et 20 % d'inactifs,. Depuis 2008, le taux de chômage communal (au sens du recensement) des 15-64 ans est inférieur à celui de la France et du département.
La commune est hors attraction des villes,. Elle compte 10 emplois en 2018, contre 10 en 2013 et 12 en 2008. Le nombre d'actifs ayant un emploi résidant dans la commune est de 39, soit un indicateur de concentration d'emploi de 25,1 % et un taux d'activité parmi les 15 ans ou plus de 58,7 %.
Sur ces 39 actifs de 15 ans ou plus ayant un emploi, 7 travaillent dans la commune, soit 18 % des habitants. Pour se rendre au travail, 85 % des habitants utilisent un véhicule personnel ou de fonction à quatre roues, 2,5 % les transports en commun et 12,5 % n'ont pas besoin de transport (travail au domicile).

### Activités hors agriculture
5 établissements sont implantés  à Sorgeat au 31 décembre 2019.
Le secteur des autres activités de services est prépondérant sur la commune puisqu'il représente 20 % du nombre total d'établissements de la commune (1 sur les 5 entreprises implantées  à Sorgeat), contre 8,8 % au niveau départemental.

### Agriculture
|                                   | 1988 | 2000 | 2010 |
| --------------------------------- | ---- | ---- | ---- |
| Exploitations                     | 7    | 5    | 4    |
| Superficie agricole utilisée (ha) | 181  | 151  | 240  |

La commune fait partie de la petite région agricole dénommée « Région pyrénéenne ». En 2010, l'orientation technico-économique de l'agriculture  sur la commune est l'élevage de bovins pour la viande. Quatre exploitations agricoles ayant leur siège dans la commune sont dénombrées lors du recensement agricole de 2010 (sept en 1988). La superficie agricole utilisée est de 240 ha.

## Équipements, services et vie locale

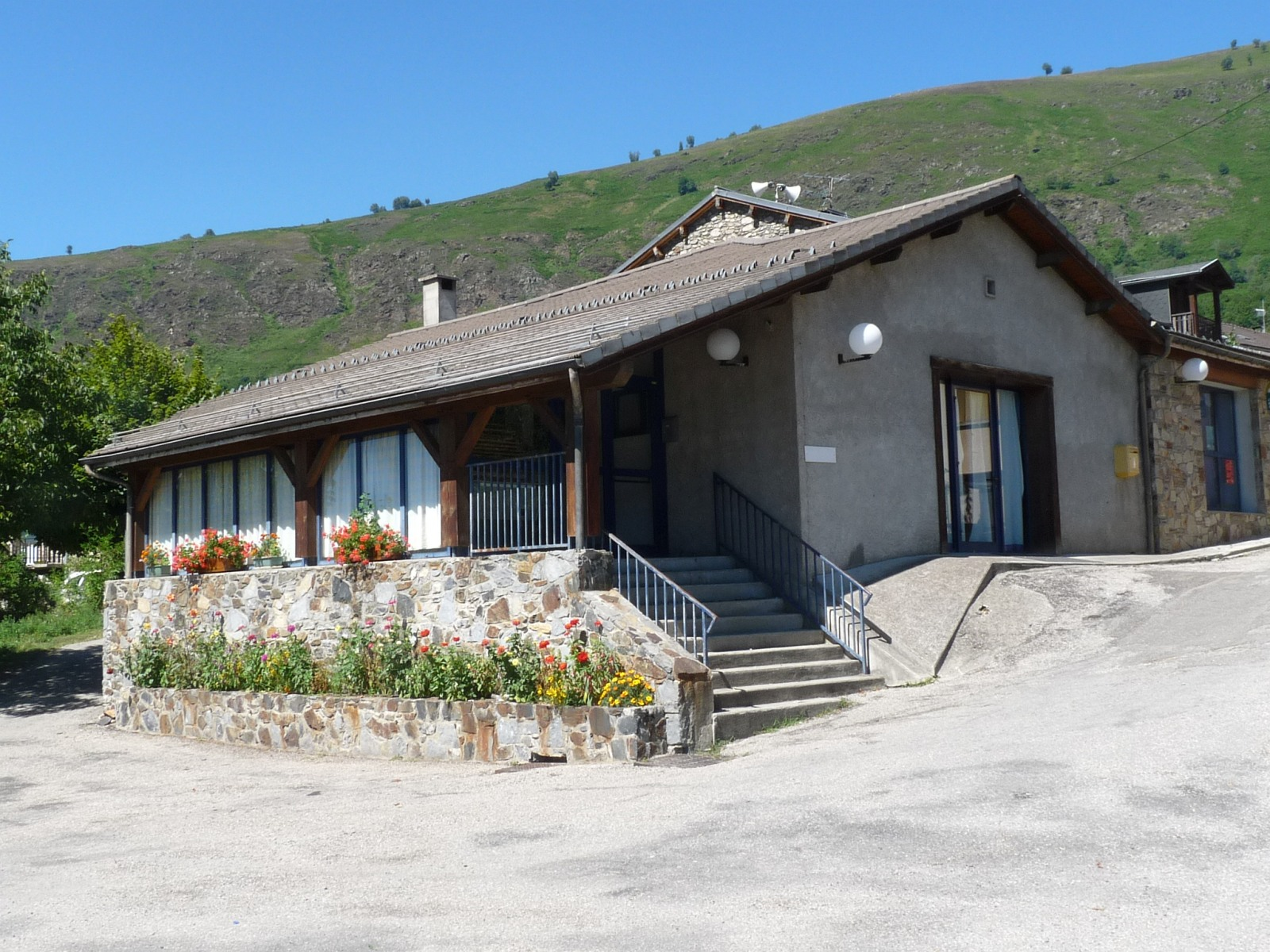
La salle des fêtes.

La commune dispose d'une salle des fêtes et d'un comité des fêtes.

## Culture locale et patrimoine

### Lieux et monuments
- L'église paroissiale Saint-Just-et-Saint-Pasteur[44] dédiée aux saints Just et Pasteur. La croix en fer forgé située à son pied date du XVIIIe siècle, elle est classée monument historique  par arrêté du 5 juillet 1979[45]
- Sentier de grande randonnée 107.

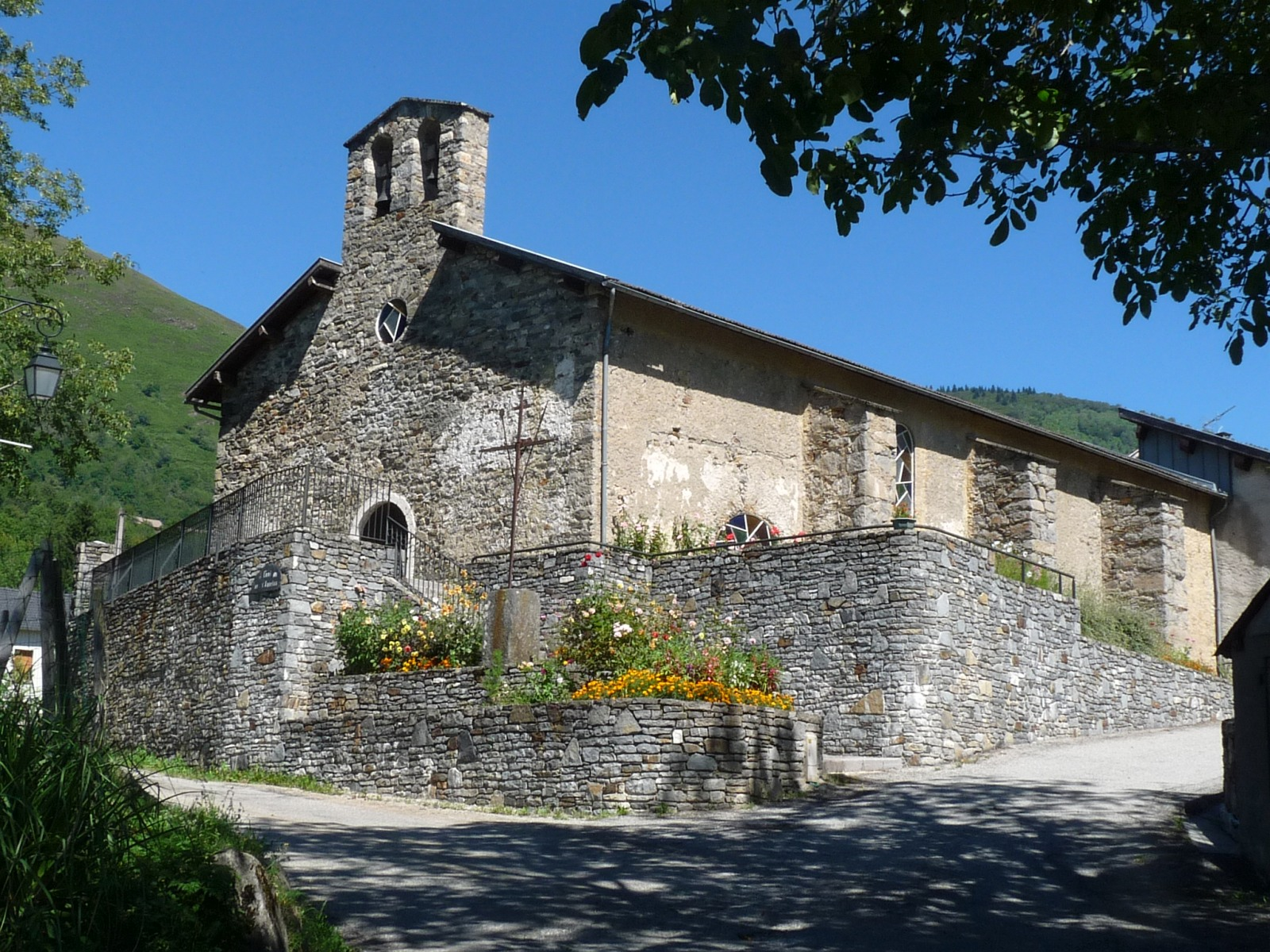
L'église.
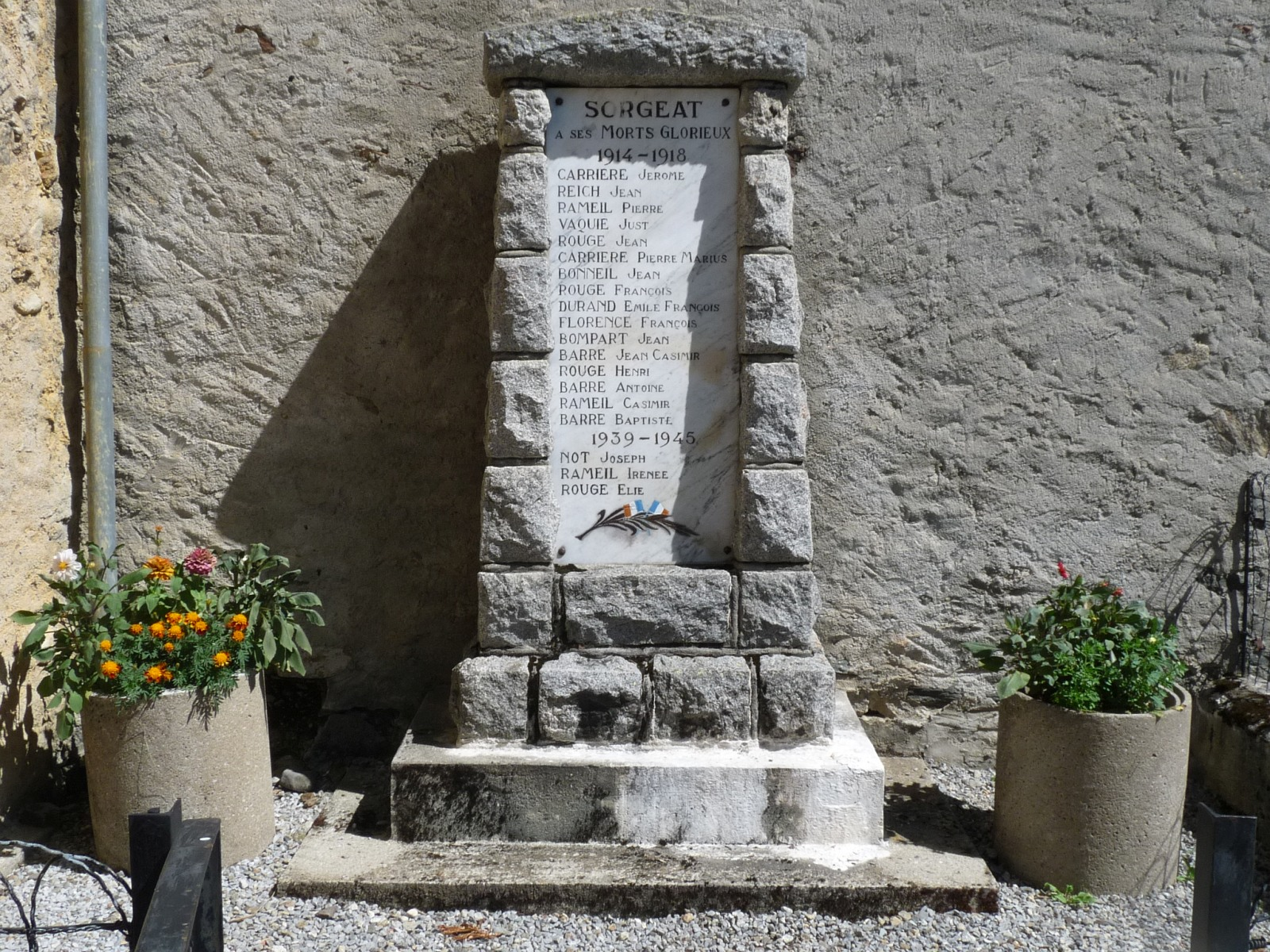
Monument aux morts.
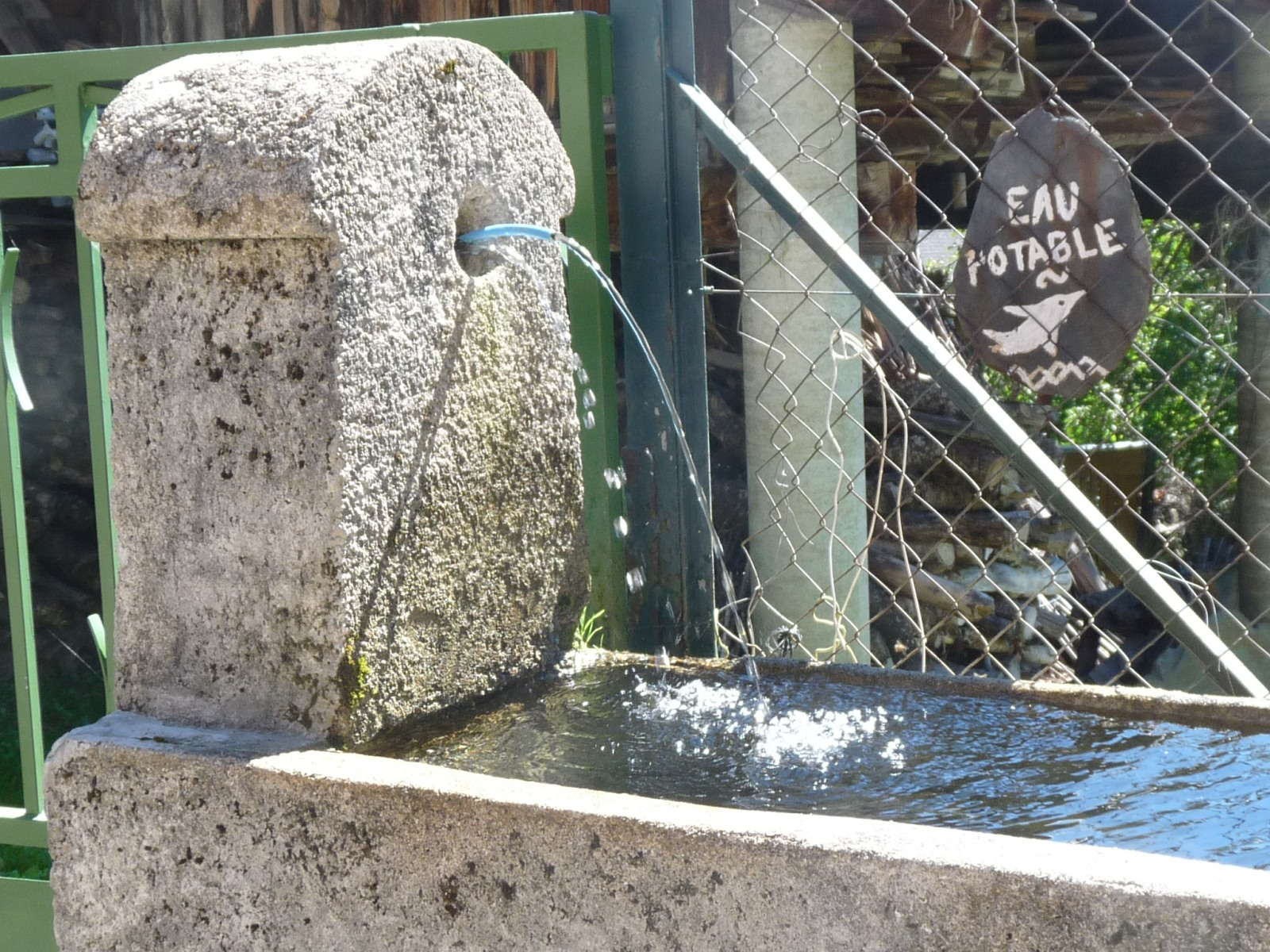
Fontaine.